# Isaac H. Bronson
Isaac Hopkins Bronson (* 16. Oktober 1802 in Rutland, New York; † 13. August 1855 in Palatka, Florida) war ein US-amerikanischer Jurist und Politiker. Zwischen 1837 und 1839 vertrat er den Bundesstaat New York im US-Repräsentantenhaus; später wurde er Bundesrichter.

## Werdegang
Isaac Hopkins Bronson wurde Anfang des 19. Jahrhunderts in Rutland geboren. Er besuchte öffentliche Schulen. Dann studierte er Jura. Seine Zulassung als Anwalt erhielt er 1822 und begann dann in Watertown im Jefferson County zu praktizieren. Politisch gehörte er der Demokratischen Partei an.
Bei den Kongresswahlen des Jahres 1836 für den 25. Kongress wurde Bronson im 18. Wahlbezirk von New York in das US-Repräsentantenhaus in Washington, D.C. gewählt, wo er am 4. März 1837 die Nachfolge von Daniel Wardwell antrat. Im Jahr 1838 erlitt er bei seiner Wiederwahlkandidatur eine Niederlage und schied nach dem 3. März 1839 aus dem Kongress aus. Als Kongressabgeordneter hatte er den Vorsitz über das Committee on Territories.
Am 18. April 1838 wurde er zum Richter im fünften Gerichtsbezirk von New York ernannt. Er zog nach St. Augustine in Florida und einige Jahre später von dort nach Palatka im Putnam County. Man ernannte ihn am 14. März 1840 zum Bundesrichter für den östlichen Distrikt von Florida. Nach der Aufnahme von Florida als Bundesstaat in die Vereinigten Staaten 1845 wurde er einstimmig zum Richter für den östlichen Distrikt gewählt. Am 8. August 1846 ernannte man ihn zum Richter am Bundesbezirksgericht für den Distrikt von Florida. Als der Staat dann später aufgeteilt wurde, erhielt er das Richteramt im nördlichen Distrikt – eine Stellung, die er bis zu seinem Tod in Palatka innehatte. Er verstarb am 13. August 1855 und wurde auf dem Episcopal Church Cemetery beigesetzt. Sein Richtersitz fiel an McQueen McIntosh.